# Чэнь Чжунши
Чэнь Чжунши (кит. трад. 陳忠實, упр. 陈忠实, пиньинь Chén Zhōngshí; август 1942, Сиань — 29 апреля 2016, там же) — китайский писатель

, сценарист, заместитель председателя Союза писателей Китая (2001—2016). Лауреат премии Мао Дуня 1997 года за роман «Равнина белого оленя».

## Биография
Родился в августе 1942 года в деревне Сицзянцунь на территории современного района Бацяо в Сиане (провинция Шэньси).
В 1962 году окончил среднюю школу, после чего устроился учителем в начальную школу; с 1964 года начал преподавать растениеводство в средней школе.
Публиковаться начал с 1965 года. Первым изданным произведением стал «Ночной переход реки Люшахэ».
В 1966 году вступил в Компартию, в разные годы занимал в партии разные должности на поселковом и районном уровне.
В 1979 году вступил в Союз писателей Китая. С 1983 года до самой смерти в разные годы занимал пост заместителя председателя, председателя и почётного председателя Союза писателей провинции Шэньси. С 2001 года — заместитель председателя Союза писателей Китая.
В 2006 году в рейтинге самых богатых писателей Китая занял тринадцатую строчку с доходом от роялти в 4,55 миллиона юаней
29 апреля 2016 году умер в Сиане от рака.

## Творчество
Публиковаться начал с 1965 года. в 1982 году издал свой первый сборник рассказов «Деревня».

### «Равнина белого оленя»
Наибольшую известность Чэнь Чжунши принёс изданный в 1993 году роман «Равнина белого оленя», в котором описывается полувековая история двух влиятельных семейств — Бай (кит. 白) и Лу (кит. 鹿) — в одной из деревень в Шэньси. За время действия романа сменяются три поколения героев, жизнь которых проходит драматически на фоне крупных исторических событий — таких, как революция, гражданская война и вторжение Японии. Роман рассказывает о традиционном китайском обществе: в нём показан сельский патриархальный уклад жизни в Шэньси и влияние на судьбы героев конфуцианской этики, показано столкновение этих традиционных ценностей с современным сознанием.
Критики встретили роман положительно. Помимо прочего, было отмечено, что роман представляет собой реалистичное отображение новейшей истории Китая.
На 2016 год тираж романа превысил два миллиона экземпляров.
На основе романа были сделаны театральная и танцевальная пьесы, поставлено представление Шансийской оперы, выпущены комиксы и созданы скульптуры.
В 2012 году режиссёр Ван Цюаньань снял по роману одноимённый фильм. В 2017 году на телеэкраны вышел одноименный сериал.
Министерство образования КНР включило роман в список обязательной литературы для студентов университетов.

## Награды
- Национальная премия «Лучший рассказ» 1979 года за рассказ «Доверие».
- Национальная премия документальной литературы 1992 года за «Нагорье Вэйбэй — память одного человека».
- Литературная премия Мао Дуня 1997 года за роман «Равнина белого оленя»[5].